# Festival di Berlino 1998
La 48ª edizione del Festival internazionale del cinema di Berlino si è svolta a Berlino dall'11 al 22 febbraio 1998, con lo Zoo Palast come sede principale. Direttore del festival è stato per il diciannovesimo anno Moritz de Hadeln.
L'Orso d'oro è stato assegnato al film brasiliano Central do Brasil di Walter Salles.
L'Orso d'oro alla carriera è stato assegnato all'attrice Catherine Deneuve mentre la Berlinale Kamera è stata assegnata allo scrittore, regista e sceneggiatore Curt Siodmak e a Carmelo Romero de Andrés, vice direttore dell'Istituto di cinema e arti audiovisive di Madrid.
Il festival è stato aperto dal film in concorso The Boxer di Jim Sheridan.
La retrospettiva di questa edizione, intitolata "Siodmak Bros. Berlin-London-Paris-Hollywood", è stata dedicata ai fratelli Curt e Robert Siodmak.

## Giurie

### Giuria internazionale
- Ben Kingsley, attore (Regno Unito) - Presidente di giuria[5]
- Héctor Olivera, regista, sceneggiatore e produttore (Argentina)
- Annette Insdorf, storica del cinema e scrittrice (Stati Uniti)
- Leslie Cheung, attore e musicista (Hong Kong)
- Maurizio Nichetti, regista, attore e sceneggiatore (Italia)
- Maya Turovskaya, critica cinematografica e teatrale e storica del cinema (Russia)
- Helmut Dietl, regista, sceneggiatore e produttore (Germania)
- Brigitte Roüan, attrice, regista e sceneggiatrice (Francia)
- Senta Berger, attrice e produttrice (Austria)
- Li Cheuk-to, direttore artistico del Festival internazionale del cinema di Hong Kong (Hong Kong)
- Michael Williams-Jones, presidente della United International Pictures (Regno Unito)

### Kinderjury
I premi riservati alla sezione Kinderfilmfest sono stati assegnati da una giuria composta da membri di età compresa tra 11 e 14 anni, selezionati dalla direzione del festival attraverso questionari inviati l'anno precedente.

## Selezione ufficiale

### In concorso
- Barbara, regia di Nils Malmros (Danimarca)
- The Boxer, regia di Jim Sheridan (USA, Irlanda)
- The Boys, regia di Rowan Woods (Australia)
- The Butcher Boy, regia di Neil Jordan (USA, Irlanda)
- Central do Brasil, regia di Walter Salles (Brasile, Francia)
- Cinema Alcázar, regia di Florence Jaugey (Nicaragua)
- The Commissioner, regia di George Sluizer (Belgio, Germania, Regno Unito, USA, Francia)
- Die shuang fei, regia di Duo Mu e Yunchu Wu (Cina)
- Ein gleiches, regia di Riki Kalbe e Barbara Kasper (Germania)
- Einschub in den Bericht des Politbüros, regia di Hans-Hermann Hertle e Gunther Scholz (Germania)
- Fang lang, regia di Lin Cheng-sheng (Taiwan)
- Il grande Lebowski (The Big Lebowski), regia di Joel Coen (USA, Regno Unito)
- Hold You Tight (Yue kuai le, yue duo luo), regia di Stanley Kwan (Hong Kong)
- Ik beweeg, dus ik besta, regia di Gerrit van Dijk (Paesi Bassi)
- I Want You, regia di Michael Winterbottom (Regno Unito)
- Jackie Brown, regia di Quentin Tarantino (USA)
- Jeanne et le garçon formidable, regia di Olivier Ducastel e Jacques Martineau (Francia)
- Left Luggage, regia di Jeroen Krabbé (Paesi Bassi, Regno Unito, Belgio, USA)
- Das Mambospiel, regia di Michael Gwisdek (Germania)
- O Que Te Quero, regia di Jeanne Waltz (Portogallo)
- Parole, parole, parole... (On connaît la chanson), regia di Alain Resnais (Francia, Svizzera, Regno Unito, Italia)
- Playboys, regia di Pepe Danquart (Germania)
- Le ragazze della notte (Girls' Night), regia di Nick Hurran (Regno Unito)
- Sada: Gesaku · Abe Sada no shōgai, regia di Nobuhiko Ōbayashi (Giappone)
- Sesso & potere (Wag the Dog), regia di Barry Levinson (USA)
- Lo sguardo dell'altro (La mirada del otro), regia di Vicente Aranda (Spagna)
- Shutochnyy tanets, regia di Sergey Ainutdinov (Russia)
- Solvorn, regia di Anja Breien (Norvegia)
- The Sound of One Hand Clapping, regia di Richard Flanagan (Australia)
- Country of the Deaf (Strana gluchich), regia di Valerij Todorovskij (Russia, Francia)
- Il testimone dello sposo, regia di Pupi Avati (Italia)
- Tian yu, regia di Joan Chen (Hong Kong, USA, Taiwan)
- Trop (peu) d'amour, regia di Jacques Doillon (Francia)
- Villamos, regia di Márton Nyitrai (Ungheria)
- Will Hunting - Genio ribelle (Good Will Hunting), regia di Gus Van Sant (USA)

### Fuori concorso
- Conflitto di interessi (The Gingerbread Man), regia di Robert Altman (USA)
- Paradiso perduto (Great Expectations), regia di Alfonso Cuarón (USA)
- Princess Mononoke (Mononoke-hime), regia di Hayao Miyazaki (Giappone)
- L'uomo della pioggia - The Rainmaker (The Rainmaker), regia di Francis Ford Coppola (USA, Germania)

### Panorama
- 4:00 A.M., regia di Heesook Sohn (Germania)
- African Violet, regia di Koto Bolofo (Sudafrica)
- Allarme mortale (Life During Wartime), regia di Evan Dunsky (USA)
- American International Pictures, regia di Vivian Ostrovsky (Francia, USA)
- American Masters - Lou Reed: Rock and Roll Heart, regia di Timothy Greenfield-Sanders (USA)
- Amori & segreti (Polish Wedding), regia di Theresa Connelly (USA)
- Angel on My Shoulder, regia di Donna Deitch (USA)
- Ang lalaki sa buhay ni Selya, regia di Carlos Siguion-Reyna (Filippine)
- Apri gli occhi (Abre los ojos), regia di Alejandro Amenábar (Spagna, Francia, Italia)
- Ban sheng yuan, regia di Ann Hui (Hong Kong, Cina)
- Blue Diary, regia di Jenni Olson (USA)
- Boxed, regia di Genevieve Anderson (USA)
- The Brandon Teena Story, regia di Susan Muska e Gréta Olafsdóttir (USA)
- Broken Goddess, regia di Dallas (USA)
- Carícies, regia di Ventura Pons (Spagna)
- Charlotte in Schweden, regia di Rosa von Praunheim (Germania)
- Un crisantemo estalla en cinco esquinas, regia di Daniel Burman (Argentina, Francia, Brasile, Spagna)
- Cuba 15, regia di Elizabeth Kamir Schub (USA)
- Didn't Do It for Love, regia di Monika Treut (Germania)
- Dirty, regia di Bruce Sweeney (Canada)
- Escrito en el agua, regia di Marcos Loayza (Argentina)
- Finale, regia di Peter Jürgensmeier (Germania)
- Fintar o Destino, regia di Fernando Vendrell (Portogallo, Capo Verde)
- Das Frankfurter Kreuz, regia di Romuald Karmakar (Germania, Francia)
- Le gone du Chaâba, regia di Christophe Ruggia (Francia)
- Guerra de Canudos, regia di Sergio Rezende (Brasile)
- La guerra dell'oppio (Yapian zhanzheng), regia di Xie Jin (Cina)
- Guy Maddin: Waiting for Twilight, regia di Noam Gonick (Canada)
- Ha-Dybbuk B'sde Hatapuchim Hakdoshim, regia di Yossi Somer (Israele, Germania, Svizzera)
- Hollywoodism: Jews, Movies and the American Dream, regia di Simcha Jacobovici (Canada, USA, Regno Unito, Germania)
- L'honneur de ma famille, regia di Rachid Bouchareb (Francia)
- Hundert Jahre Brecht, regia di Ottokar Runze (Germania)
- Hustler for Life, regia di Peter Sempel (Germania)
- I Think I Do, regia di Brian Sloan (USA)
- I Was a Male Yvonne De Carlo for the Lucky Landlord..., regia di Jack Smith (USA)
- Je ne vois pas ce qu'on me trouve, regia di Christian Vincent (Francia)
- Keep in a Dry Place and Away from Children, regia di Martin Davies (Regno Unito)
- Kichiku (Kichiku dai enkai), regia di Kazuyoshi Kumakiri (Giappone)
- Knutschen, kuscheln, jubilieren, regia di Peter Kern (Germania)
- The Land Girls - Le ragazze di campagna (The Land Girls), regia di David Leland (Regno Unito, Francia)
- Lichter aus dem Hintergrund, regia di Helga Reidemeister (Germania)
- Life, Love & Celluloid, regia di Juliane Lorenz (Germania)
- Mar Baum, regia di Assi Dayan (Israele, Francia)
- Midnight in Cuba - Media noche en Cuba, regia di Dimitri Falk (USA)
- Milice, film noir, regia di Alain Ferrari (Francia)
- My Own Obsession, regia di Garine Torossian (Canada)
- Nadro, regia di Ivana Massetti (Costa d'Avorio, Canada, Francia)
- Neue Freiheit - Keine Jobs Schönes München: Stillstand, regia di Herbert Achternbusch (Germania)
- No President, regia di Jack Smith (USA)
- La pistola de mi hermano, regia di Ray Loriga (Spagna)
- Peppermills, regia di Isabel Hegner (USA)
- Perlur og svín, regia di Óskar Jónasson (Islanda)
- Petits désordres amoureux, regia di Olivier Péray (Francia, Svizzera, Spagna)
- (Po) Radjanje jedne nacije, regia di Momir Matovic (Serbia e Montenegro)
- O Pulso, regia di José Pedro Goulart (Brasile)
- Rakka suru yugata, regia di Naoe Gōzu (Giappone)
- Repetition Compulsion, regia di Ellie Lee (USA)
- Retro vtroem, regia di Piotr Todorowski (Russia)
- Sabor a mí, regia di Claudia Morgado (Canada)
- Sanbuingwa, regia di Park Cheol-su (Corea del Sud)
- Sa pusod ng dagat, regia di Marilou Diaz-Abaya (Filippine)
- Schwarzes Wasser, regia di Nathalie Percillier (Germania)
- Sex/Life in L.A., regia di Jochen Hick (Germania, USA)
- Shvil Hahalav, regia di Ali Nasser (Israel)
- Smuggler, regia di Maximilian von Moll (Germania)
- Sour Juice, regia di Shoshanah Oppenheim (USA)
- Der Staub der Stadt, regia di Heike Ollertz (Germania)
- St. Pelagius the Penitent, regia di Jewels Barker (Regno Unito)
- Straßensperre, regia di Carsten Fiebeler (Germania)
- Stromboli, regia di Chris Newby (Regno Unito)
- Sue, regia di Amos Kollek (USA)
- De suikerpot, regia di Hilde Van Mieghem (Belgio)
- Tábor padlych zien, regia di Laco Halama (Slovacchia)
- Tabu V. (Wovon man nicht sprechen kann), regia di Michael Brynntrup (Germania)
- Tango je tuzna misao koja se plese, regia di Mladomir Puriša Đorđević (Serbia e Montenegro)
- Techno and the KGB, regia di Peter Skuts (USA, Ungheria)
- Totò che visse due volte, regia di Ciprì e Maresco (Italia)
- T.R.A.N.S.I.T., regia di Piet Kroon (Regno Unito, Paesi Bassi)
- Trouble on the Corner, regia di Alan Madison (USA)
- Twilight of the Ice Nymphs, regia di Guy Maddin (Canada)
- Uncut, regia di John Greyson (Canada)
- Und Gott erschuf das Makeup, regia di Lothar Lambert (Germania)
- Unternehmen Arschmaschine, regia di Mara Mattuschka e Gabriele Szekatsch (Austria)
- Uostas, regia di Audrius Stonys (Lituania)
- Wavelengths, regia di Pratibha Parmar (Regno Unito)

### Forum
- Abstich, regia di Joachim Tschirner (Germania)
- Anrakkī monkī, regia di Sabu (Giappone)
- Bach Cello Suite#1: The Music Garden, regia di Kevin McMahon (Canada)
- Bach Cello Suite#2: The Sound of Carceri, regia di François Girard (Canada)
- Bach Cello Suite#3: Falling Down Stairs, regia di Barbara Willis Sweete (Canada)
- Bach Cello Suite#4: Sarabande, regia di Atom Egoyan (Canada)
- Bach Cello Suite#5: Struggle for Hope, regia di Niv Fichman (Canada)
- Bach Cello Suite#6: Six Gestures, regia di Patricia Rozema (Canada)
- Barricade, regia di Yun In-ho (Corea del Sud)
- Bergmans röst, regia di Gunnar Bergdahl (Svezia)
- Bertolt Brecht - Liebe, Revolution und andere gefährliche Sachen, regia di Jutta Brückner e Kaj Holmberg (Germania, Finlandia, Svezia, Danimarca, Francia)
- The Big One, regia di Michael Moore (USA, Regno Unito)
- Blood Money: Switzerland's Nazi Gold, regia di Stephen Crisman (USA)
- Blue Fish, regia di Yosuke Nakagawa (Giappone)
- Burma Diary, regia di Jeanne Hallacy (Paesi Bassi, Thailandia)
- C'era una volta in Cina e in America (Wong fei hung VI: Sai wik hung see), regia di Sammo Hung (Hong Kong)
- Cheob-sok, regia di Jang Yun-hyeon (Corea del Sud)
- Chungyo, regia di Kim Ki-young (Corea del Sud)
- Conceiving Ada, regia di Lynn Hershman-Leeson (USA, Germania)
- Cube - Il cubo (Cube), regia di Vincenzo Natali (Canada)
- Dahan, regia di Rituparno Ghosh (India)
- Dom mastera, regia di Aleksandr Iskin e Marianna Kireeva (Russia)
- De l'autre côté du périph, regia di Bertrand e Nils Tavernier (Francia)
- Delitti d'autore (Frogs for Snakes), regia di Amos Poe (USA)
- Demain et encore demain, journal 1995, regia di Dominique Cabrera (Francia)
- Divine carcasse, regia di Dominique Loreau (Belgio, Benin)
- Faire-part: Musée Henri Langlois, regia di Jean Rouch (Francia)
- Four Corners, regia di James Benning (USA)
- Grüningers Fall, regia di Richard Dindo (Svizzera)
- Guo dao feng bi, regia di Ping Ho (Taiwan)
- Hanyeo, regia di Kim Ki-young (Corea del Sud)
- Hou Hsiao-Hsien hua hsiang, regia di Olivier Assayas (Taiwan, Francia)
- Hwanyeo '82, regia di Kim Ki-young (Corea del Sud)
- Invierno mala vida, regia di Gregorio Cramer (Argentina, Francia)
- Iodo, regia di Kim Ki-young (Corea del Sud)
- Das Jahr nach Dayton, regia di Nikolaus Geyrhalter (Bosnia Erzegovina, Austria)
- Janku fudo, regia di Masashi Yamamoto (Giappone)
- Journal de Rivesaltes 1941-1942, regia di Jacqueline Veuve (Svizzera)
- Kasaba, regia di Nuri Bilge Ceylan (Turchia)
- Kisangani Diary, regia di Hubert Sauper (Francia, Austria)
- A Letter Without Words, regia di Lisa Lewenz (USA)
- Leven met je ogen, regia di Ramón Gieling (Paesi Bassi)
- Ma Yong Zhen, regia di Corey Yuen (Hong Kong, Cina)
- Mes entretiens filmés, regia di Boris Lehman (Belgio)
- Milk, regia di Edgar Honetschläger (Austria, Giappone)
- Modulations, regia di Iara Lee (USA)
- Motel Seoninjang, regia di Park Ki-yong (Corea del Sud)
- Münchner Freiheit, regia di Harald Rumpf (Germania)
- Myeong-seong, geu 6-il-gan-ui gi-rok, regia di Kim Dong-won (Corea del Sud)
- Nachrichten aus dem Untergrund, regia di Andreas Hoessli (Svizzera)
- Nahja no mura, regia di Seiichi Motohashi (Giappone)
- Najeun moksori, regia di Byun Young-Joo (Corea del Sud)
- Najeun moksori 2, regia di Byun Young-Joo (Corea del Sud)
- Nappun yeonghwa, regia di Jang Sun-woo (Corea del Sud)
- Neon Goddesses, regia di Nelson Lik-wai Yu (Hong Kong)
- Ola einai dromos, regia di Pantelis Voulgaris (Grecia)
- On-Line: An Inside View Of Korean Independent Film (Byunbang-eso joongsim-urö), regia di Hong Hyung-sook (Corea del Sud)
- Perfect Blue (Pafekuto buru), regia di Satoshi Kon (Giappone)
- A Place Called Chiapas, regia di Nettie Wild (Canada)
- Pyongyang Diaries, regia di Solrun Hoaas (Australia)
- Rajio no jikan, regia di Kōki Mitani (Giappone)
- Red-Hunt, regia di Chon Sung-bong (Corea del Sud)
- Sangue, proiettili e ottani (Blood, Guts, Bullets and Octane), regia di Joe Carnahan (USA)
- Sergey Eyzenshteyn. Meksikanskaya fantasiya, regia di Oleg Kovalov (Russia)
- Shalosh Achayot, regia di Tsipi Reibenbach (Israele, Germania)
- Shivrei T'munot Yerushalayim, regia di Ron Havilio (Israele)
- Spark, regia di Garret Williams (USA)
- Tano da morire, regia di Roberta Torre (Italia)
- Thirteen, regia di David D. Williams (USA)
- Tigerstreifenbaby wartet auf Tarzan, regia di Rudolf Thome (Germania)
- Tōkyō yakyoku, regia di Jun Ichikawa (Giappone)
- To Sang Fotostudio, regia di Johan van der Keuken (Paesi Bassi)
- Die verschiedenen Gesichter des Sergej Eisenstein, regia di Oksana Bulgakova e Dietmar Hochmuth (Germania)
- V toy strane..., regia di Lidiya Bobrova (Russia)
- Wang xiang, regia di Hsu Hsiao-Ming (Taiwan)
- War Zone, regia di Maggie Hadleigh-West (USA, Germania)
- Xiao Wu, regia di Jia Zhangke (Cina, Hong Kong)

### Kinderfilmfest/14plus
- The Climb, regia di Bob Swaim (Francia, Nuova Zelanda, Canada)
- Un cucciolo tutto per me (Ms. Bear), regia di Paul Ziller (Germania, Canada)
- Dobranocka, regia di Daniel Szczechura (Polonia)
- Hænderne op, regia di Morten Henriksen (Danimarca)
- Den hellige finger, regia di Øivind S. Jorfald (Norvegia)
- Jeden dzien z zycia kukulki zegarowej, regia di Longin Szmyd (Polonia)
- Kalle Blomkvist och Rasmus, regia di Göran Carmback (Svezia)
- Kayla, regia di Nicholas Kendall (Canada, Germania)
- Kisten, regia di Jan Konings (Norvegia)
- Der Nachtkrapp, regia di Heidi Kull (Germania)
- Når mor kommer hjem..., regia di Lone Scherfig (Danimarca, Svezia)
- Otto, regia di Stig Bergqvist e Jonas Odell (Svezia)
- Puppies for Sale, regia di Ron Krauss (USA)
- Rant, regia di Mary Siceloff (USA)
- Razgovor s ptizi, regia di Rumyana Petkova (Russia, Bulgaria)
- Ringo-no usagi, regia di Kōji Kobayashi (Giappone)
- Samb et le commissaire, regia di Olivier Sillig (Svizzera)
- Sanning eller konsekvens, regia di Christina Olofson (Svezia)
- When the Dust Settles, regia di Louise Johnson (Canada)
- Where the Elephant Sits, regia di Mark Lowenthal (USA)

### Retrospettiva
- L'affare Nina B. (L'affaire Nina B.), regia di Robert Siodmak (Francia, Germania Ovest)
- Aloma dei mari del sud (Aloma of the South Seas), regia di Alfred Santell (USA)
- Banditi atomici (Creature with the Atom Brain), regia di Edward L. Cahn (USA)
- Black Friday, regia di Arthur Lubin (USA)
- Il capitano Mollenard (Mollenard), regia di Robert Siodmak (Francia)
- Carico bianco (Cargaison blanche), regia di Robert Siodmak (Francia)
- Il cervello di Donovan (Donovan's Brain), regia di Felix E. Feist (USA)
- Chango (Shady Lady), regia di George Waggner (USA)
- Christmas Holiday, regia di Robert Siodmak (USA)
- Il cobra (Cobra Woman), regia di Robert Siodmak (USA)
- Il corsaro dell'isola verde (The Crimson Pirate), regia di Robert Siodmak (USA)
- La crise est finie, regia di Robert Siodmak (Francia)
- Custer eroe del West (Custer of the West), regia di Robert Siodmak (Regno Unito, Francia, Spagna, USA)
- Il deportato (Deported), regia di Robert Siodmak (USA)
- La donna e il mostro (The Lady and the Monster), regia di George Sherman (USA)
- La donna fantasma (Phantom Lady), regia di Robert Siodmak (USA)
- Doppio gioco (Criss Cross), regia di Robert Siodmak (USA)
- Dorothea Angermann, regia di Robert Siodmak (Germania Ovest)
- Esploratori dell'infinito (Riders to the Stars), regia di Richard Carlson (USA)
- Das Feuerschiff, regia di Ladislao Vajda (Germania Ovest)
- Il figlio di Dracula (Son of Dracula), regia di Robert Siodmak (USA)
- La fine della famiglia Quincy (The Strange Affair of Uncle Harry), regia di Robert Siodmak (USA)
- Il fischio a Eaton Falls (The Whistle at Eaton Falls), regia di Robert Siodmak (USA)
- Frankenstein contro l'uomo lupo (Frankenstein Meets the Wolf Man), regia di Roy William Neill (USA)
- I gangsters (The Killers), regia di Robert Siodmak (USA)
- Il grande giuoco (Le grand jeu), regia di Robert Siodmak (Francia, Italia)
- Il grande peccatore (The Great Sinner), regia di Robert Siodmak (USA)
- Her Jungle Love, regia di George Archainbaud (USA)
- Ho camminato con uno zombi (I Walked with a Zombie), regia di Jacques Tourneur (USA)
- L'imboscata (Pièges), regia di Robert Siodmak (Francia)
- Ins Blaue hinein..., regia di Eugen Schüfftan (Germania)
- Istruttoria (Voruntersuchung), regia di Robert Siodmak (Germania)
- Joe l'inafferrabile (Invisible Agent), regia di Edwin L. Marin (USA)
- Katia, regina senza corona (Katia), regia di Robert Siodmak (Francia)
- Kurussù la bestia delle amazzoni (Curucu, Beast of the Amazon), regia di Curt Siodmak (USA)
- Mein Vater, der Schauspieler, regia di Robert Siodmak (Germania Ovest)
- Il mio cuore appartiene a papà (My Heart Belongs to Daddy), regia di Robert Siodmak (USA)
- Mister Flow, regia di Robert Siodmak (Francia)
- Il mistero delle 5 dita (The Beast with Five Fingers), regia di Robert Florey (USA)
- La morte viene dal passato (Hauser's Memory), regia di Boris Sagal (USA)
- Il mostro magnetico (The Magnetic Monster), regia di Curt Siodmak (USA)
- Il muro della paura (Escape from East Berlin), regia di Robert Siodmak (Germania Ovest, USA)
- Nella morsa della SS (Mein Schulfreund), regia di Robert Siodmak (Germania Ovest)
- Ordine segreto del III reich (Nachts, wenn der Teufel kam), regia di Robert Siodmak (Germania Ovest)
- O.S.S., regia di Robert Siodmak (Regno Unito) *
- Partenza (Abschied), regia di Robert Siodmak (Germania)
- Prigionieri del destino (Time Out of Mind), regia di Robert Siodmak (USA)
- Qualcuno da ricordare (Someone to Remember), regia di Robert Siodmak (USA)
- Quick, Re dei clown (Quick), regia di Robert Siodmak (Germania)
- Quinto: non ammazzare! (The Suspect), regia di Robert Siodmak (USA)
- I racconti della Louisiana (Louisiana Story), regia di Robert J. Flaherty (USA)
- Il romanzo di Telma Jordon (The File on Thelma Jordon), regia di Robert Siodmak (USA)
- Il ruvido e il liscio (The Rough and the Smooth), regia di Robert Siodmak (Regno Unito)
- La scala a chiocciola (The Spiral Staircase), regia di Robert Siodmak (USA)
- Schiavi d'amore delle Amazzoni (Love Slaves of the Amazons), regia di Curt Siodmak (USA)
- Segreto ardente (Brennendes Geheimnis), regia di Robert Siodmak (Germania, Austria)
- La sera prima del divorzio (The Night Before the Divorce), regia di Robert Siodmak (USA)
- Le sexe faible, regia di Robert Siodmak (Francia)
- Lo specchio scuro (The Dark Mirror), regia di Robert Siodmak (USA)
- Tempeste di passione (Stürme der Leidenschaft), regia di Robert Siodmak (Germania)
- I topi (Die Ratten), regia di Robert Siodmak (Germania Ovest)
- Il treno ferma a Berlino (Berlin Express), regia di Jacques Tourneur (USA)
- Tumultes, regia di Robert Siodmak (Germania, Francia)
- The Tunnel, regia di Maurice Elvey (Regno Unito)
- Ultimatum, regia di Robert Wiene (Francia)
- Uomini di domenica (Menschen am Sonntag), regia di Robert Siodmak e Edgar G. Ulmer (Germania)
- L'uomo che cerca il suo assassino (Der Mann, der seinen Mörder sucht), regia di Robert Siodmak (Germania)
- L'uomo lupo (The Wolf Man), regia di George Waggner (USA)
- L'urlo della città (Cry of the City), regia di Robert Siodmak (USA)
- La vedova di West Point (West Point Widow), regia di Robert Siodmak (USA)
- I violenti di Rio Bravo (Der Schatz der Azteken), regia di Robert Siodmak (Germania Ovest, Italia, Francia)
- Viva la gloria (La vie parisienne), regia di Robert Siodmak (Francia)
- La voce magica (The Climax), regia di George Waggner (USA)
- Volo notturno (Fly-By-Night), regia di Robert Siodmak (USA)

* Episodi Operation Eel, Operation Flint Axe, Operation Foulball e Operation Powder Puff.

### Cinema Italia
- Le acrobate, regia di Silvio Soldini (Italia, Svizzera, Francia)
- Albergo Roma, regia di Ugo Chiti (Italia)
- Il bagno turco (Hamam), regia di Ferzan Özpetek (Italia, Turchia, Spagna)
- Il caricatore, regia di Eugenio Cappuccio, Massimo Gaudioso e Fabio Nunziata (Italia)
- Il carniere, regia di Maurizio Zaccaro (Italia)
- Cinque giorni di tempesta, regia di Francesco Calogero (Italia)
- Compagna di viaggio, regia di Peter Del Monte (Italia)
- Consigli per gli acquisti, regia di Sandro Baldoni (Italia)
- Cresceranno i carciofi a Mimongo, regia di Fulvio Ottaviano (Italia)
- Il figlio di Bakunin, regia di Gianfranco Cabiddu (Italia)
- Lovest, regia di Giulio Base (Italia)
- Luna e l'altra, regia di Maurizio Nichetti (Italia)
- Le mani forti, regia di Franco Bernini (Italia)
- La mia generazione, regia di Wilma Labate (Italia)
- Palermo Milano - Solo andata, regia di Claudio Fragasso (Italia)
- Passaggio per il paradiso, regia di Antonio Baiocco (Italia, Francia, Regno Unito)
- Porzûs, regia di Renzo Martinelli (Italia)
- Il principe di Homburg, regia di Marco Bellocchio (Italia)
- Nel profondo paese straniero, regia di Fabio Carpi (Italia, Francia, Svizzera)
- La tregua, regia di Francesco Rosi (Italia, Francia, Germania, Svizzera)
- Tre uomini e una gamba, regia di Aldo, Giovanni e Giacomo e Massimo Venier (Italia)
- Tutti giù per terra, regia di Davide Ferrario (Italia)

## Premi

### Premi della giuria internazionale
- Orso d'oro per il miglior film: Central do Brasil di Walter Salles
- Orso d'argento per il miglior regista: Neil Jordan per The Butcher Boy
- Orso d'argento per la migliore attrice: Fernanda Montenegro per Central do Brasil
- Orso d'argento per il miglior attore: Samuel L. Jackson per Jackie Brown
- Orso d'argento per il miglior contributo artistico: Alain Resnais per la regia di Parole, parole, parole...
- Orso d'argento per il miglior contributo singolo: Matt Damon per la sceneggiatura e l'interpretazione di Will Hunting - Genio ribelle
- Orso d'argento, gran premio della giuria: Sesso & potere di Barry Levinson
- Menzione d'onore:

Sławomir Idziak per la fotografia di I Want You
Isabella Rossellini per l'interpretazione in Left Luggage
Eamonn Owens per l'interpretazione in The Butcher Boy
- Premio Alfred Bauer: Hold You Tight di Stanley Kwan
- Premio l'angelo azzurro: Left Luggage di Jeroen Krabbé
- Orso d'oro per il miglior cortometraggio: Ik beweeg, dus ik besta di Gerrit van Dijk
- Orso d'argento, premio della giuria (cortometraggi): Cinema Alcázar di Florence Jaugey

### Premi onorari
- Orso d'oro alla carriera: Catherine Deneuve
- Berlinale Kamera: Curt Siodmak, Carmelo Romero

### Premi della Children's Jury
- Orso di cristallo per il miglior film: Where the Elephant Sits di Mark Lowenthal
- Menzione speciale: Sanning eller konsekvens di Christina Olofson
- Orso di cristallo per il miglior cortometraggio: Hænderne op di Morten Henriksen
- Menzione speciale: Kisten di Jan Konings

### Premi delle giurie indipendenti
- Guild Prize: Left Luggage di Jeroen Krabbé
- Peace Film Award: V toy strane... di Lidiya Bobrova
- UNICEF Award: The Climb di Bob Swaim
- UNICEF Award (cortometraggi): Otto di Stig Bergqvist e Jonas Odell
- Menzione speciale: Samb et le commissaire di Olivier Sillig
- Pierrot Award per la migliore opera prima europea: Petits désordres amoureux di Olivier Péray
- Premio Caligari: Kasaba di Nuri Bilge Ceylan
- Premio Wolfgang Staudte: Xiao Wu di Jia Zhangke
- NETPAC Prize: Xiao Wu di Jia Zhangke
- Don Quixote Prize: Thirteen di David D. Williams
- Menzione speciale: Rajio no jikan di Kōki Mitani
- Menzione speciale: V toy strane... di Lidiya Bobrova
- Premio della giuria ecumenica:
- Competizione: ex aequo Central do Brasil di Walter Salles e Cinema Alcázar di Florence Jaugey
- Panorama: Sue di Amos Kollek
- Forum: Wang xiang di Hsu Hsiao-Ming
- Premio FIPRESCI:
- Competizione: Sada: Gesaku · Abe Sada no shōgai di Nobuhiko Ōbayashi
- Panorama: Sue di Amos Kollek
- Forum: Shivrei T'munot Yerushalayim di Ron Havilio
- Menzione speciale (Forum): V toy strane... di Lidiya Bobrova
- Premio CICAE:
- Panorama: Le gone du Chaâba di Christophe Ruggia
- Menzione d'onore: Apri gli occhi di Alejandro Amenábar
- Menzione d'onore: Fintar o Destino di Fernando Vendrell
- Forum: Sergey Eyzenshteyn. Meksikanskaya fantasiya di Oleg Kovalov
- Panorama Award of the New York Film Academy: ex aequo Cuba 15 di Elizabeth Kamir Schub e Keep in a Dry Place and Away from Children di Martin Davies
- Menzione speciale: Straßensperre di Carsten Fiebeler
- Menzione speciale: Boxed di Genevieve Anderson
- Teddy Award:
  - Miglior lungometraggio: Hold You Tight di Stanley Kwan
  - Menzione speciale: Uncut di John Greyson
  - Miglior documentario: The Brandon Teena Story di Susan Muska e Gréta Olafsdóttir
  - Miglior cortometraggio: Peppermills di Isabel Hegner
  - Premio della giuria: Ang lalaki sa buhay ni Selya di Carlos Siguion-Reyna
  - Premio dei lettori di Siegessäule: The Brandon Teena Story di Susan Muska e Gréta Olafsdóttir
  - Premio speciale: Richard O'Brien

### Premi dei lettori
- Premio dei lettori del Berliner Mongerpost: The Boxer di Jim Sheridan
- Premio dei lettori del Berliner Zeitung: Das Jahr nach Dayton di Nikolaus Geyrhalter